# Banjo-Tooie
Banjo-Tooie is een platformspel ontwikkeld door Rare en uitgegeven door Nintendo voor de Nintendo 64. Het werd op 19 november 2000 uitgebracht in Amerika, en op 12 april 2001 in Europa. Later werd het spel opnieuw uitgebracht voor de Xbox Live Arcade van de Xbox 360, op 29 april 2009. Ook was het spel deel van Rare Replay voor de Xbox One. Het spel is het vervolg op Banjo-Kazooie.

## Ontwikkeling
Banjo-Tooie werd ontwikkeld door Rare onder leiding van Gregg Mayles, die ook al aan Banjo-Kazooie had gewerkt. De ontwikkeling begon in juni 1998, en sommige onderdelen die bedoeld waren voor Banjo-Kazooie, werden inplaats daarvan gebruikt voor Banjo-Tooie.
Het spel bevat zo'n 150 personages, waaronder vijanden en niet-speelbare personages.

## Gameplay
De gameplay lijkt erg op z'n voorganger Banjo Kazooie, in de zin dat het een drie-dimensionaal platformspel is, met een grote nadruk op het verzamelen van voorwerpen. De belangrijkste voorwerpen die ook dit keer weer verzameld moeten worden zijn gouden puzzelstukjes, genaamd Jiggies, die gebruikt worden om een puzzel te vormen, wat leidt naar een nieuw level. In tegenstelling tot Banjo-Kazooie, kunnen alle puzzelstukjes ingediend worden op één centraal punt. Zodra de speler genoeg puzzelstukjes heeft verzameld, moet de speler terugkeren naar het centrale punt, waar ze een minigame moeten spelen. Wanneer deze minigame gehaald is, wordt de toegang tot het nieuwe level geopend.
Ook keren de verzamelbare muzieknoten terug, die ditmaal gebruikt worden om nieuwe moves te leren, wat in Banjo-Kazooie verteld werd door Bottles. Tevens zijn alle moves uit dat spel in Banjo-Tooie vanaf het begin beschikbaar. Onder paar van de nieuwe moves vallen het richten in first-person, nieuwe ei-types, en de mogelijkheid om afzonderlijk als Banjo en Kazooie te spelen, die elk ook weer speciale moves kunnen leren, die ze alleen afzonderlijk kunnen gebruiken. Banjo en Kazooie kunnen ook in dit deel weer veranderen in allerlei verschillende voorwerpen en dieren. Maar aangezien Mumbo Jumbo (die in Banjo-Kazooie het duo veranderde in de verschillen vormen) een speelbaar personage is geworden, vervult Humba Wumba nu die rol.
Ook bevat Banjo-Tooie voor het eerst in de serie een multiplayer-modus, waarin twee tot vier spelers kunnen strijden in de eerder benoemde eenspeler-minigames, die iets aangepast zijn om ruimte te maken voor de andere spelers.

## Ontvangst
Vanaf release, kreeg Banjo-Tooie al vele lovende recensies. Zo ook van Nintendo Power, die Banjo Tooie beschreef als "de perfecte mix tussen Donkey Kong 64 en Banjo-Kazooie, en was positief over het feit dat het spel "minder terugkeren naar andere levels bevat dan het origineel en Donkey Kong 64. Het tijdschrift schreef ook dat "als er één terleurstelling is, dan is het dat de mysterie van de ijssleutel maar half is opgelost". Ze gaven het spel een 9. Ook GameSpot schreef een erg lovend review, vooral over het leveldesign, en vond dat het verzamelen van de Jiggies "je controller als het ware vastmaakt aan je hand en je ogen non-stop laat turen naar het scherm". Zij beoordeelden Banjo-Tooie met een 9.6. Het spel ontving GameSpot's prijs van "beste platformgame" in 2000.
De site Mario64 vond Banjo-Tooie een zeer leuk spel, maar kon volgens hen niet tippen aan zijn voorganger. Als reden gaven ze dat Rare er zo veel nieuwe dingen in wou steken, en te veel 'innovatie', dat het een beetje erg wordt. Ze sloten af met: "Maar goed, Banjo Tooie is en blijft een goed spel dat vele spelers zal bevallen", en beloonden het spel met een 8.4. Mark Green van N64 Magazine deelt grotendeels deze mening, en schreef dat, hoewel "Banjo Tooie een prima collectie aan puzzels en vermakelijke ren-en-spring-momenten bevat, het niet zo fris of spannend voelt als andere platformers van Rare. N64 Magazine becijferde het spel met een 81%

## Trivia
- Het spel is opgenomen in het boek 1001 Video Games You Must Play Before You Die van Tony Mott.